# Сасквегенна (округ, Пенсільванія)
Шаблон:StateAbbr_ 41°49′17″ пн. ш. 75°48′02″ зх. д. / 41.82133° пн. ш. 75.80068° зх. д.
Округ Сасквегенна (англ. Susquehanna County) — округ (графство) у штаті Пенсільванія, США. Ідентифікатор округу 42115.

## Історія
Округ утворений 1812 року.

## Демографія
За даними перепису
2000 року
загальне населення округу становило 42238 осіб, зокрема міського населення було 7799, а сільського — 34439.
Серед мешканців округу чоловіків було 21003, а жінок — 21235. В окрузі було 16529 домогосподарств, 11777 родин, які мешкали в 21829 будинках.
Середній розмір родини становив 2,99.
Віковий розподіл населення поданий у таблиці:
| Стать    | До 15 років | 15-21 | 22-29 | 30-39 | 40-49 | 50-65 | 65-85 | Понад 85 |
| -------- | ----------- | ----- | ----- | ----- | ----- | ----- | ----- | -------- |
| Чоловіки | 4516        | 2012  | 1550  | 2863  | 3409  | 3794  | 2599  | 260      |
| Жінки    | 4198        | 1806  | 1596  | 2940  | 3313  | 3695  | 3171  | 516      |

## Суміжні округи
- Брум, Нью-Йорк — північ
- Вейн — схід
- Лекаванна — південний схід
- Вайомінг — південний захід
- Бредфорд — захід
- Тайога, Нью-Йорк — північний захід

## Виноски
1. ↑  U.S. Decennial Census. United States Census Bureau. Процитовано 10 березня 2015.
2. ↑  Historical Census Browser. University of Virginia Library. Архів оригіналу за 11 серпня 2012. Процитовано 10 березня 2015.
3. ↑  Forstall, Richard L., ред. (24 березня 1995). Population of Counties by Decennial Census: 1900 to 1990. United States Census Bureau. Процитовано 10 березня 2015.
4. ↑  Census 2000 PHC-T-4. Ranking Tables for Counties: 1990 and 2000 (PDF). United States Census Bureau. 2 квітня 2001. Процитовано 10 березня 2015.
5. ↑  State & County QuickFacts. United States Census Bureau. Архів оригіналу за 6 червня 2011. Процитовано 22 листопада 2013. [Архівовано 2011-06-06 у Wayback Machine.](англ.) Наведено за англійською вікіпедією.
6. ↑  American FactFinder. Бюро перепису населення США. Архів оригіналу за 26 лютого 2012. Процитовано 31 січня 2008. [Архівовано 2008-05-21 у Wayback Machine.]

| США | Це незавершена стаття з географії США. Ви можете допомогти проєкту, виправивши або дописавши її. |